# Surinam Airways
Surinam Airways – surinamskie narodowe linie lotnicze z siedzibą w Paramaribo. Głównym węzłem jest port lotniczy Paramaribo-Zanderij.